# Kelly McCormick
Kelly Anne McCormick (Anaheim, 13 febbraio 1960) è un'ex tuffatrice statunitense.

## Biografia
È figlia della campionessa olimpica Pat McCormick, anche lei tuffatrice, vincitrice di quattro medaglie d'oro ai Giochi olimpici (trampolino a Helsinki 1952, piattaforma a Helsinki 1952, trampolino a Melbourne 1956, piattaforma a Melbourne 1956)
Ha rappresentato gli Stati Uniti d'America nei tuffi dal trampolino 3 metri ai Giochi olimpici di Los Angeles 1984, dove vinse la medaglia d'argento, e di Seul 1988, dove si aggiudicò il bronzo.
Nel 1999 è stata inclusa nell'International Swimming Hall of Fame.

## Palmarès
- Giochi olimpici

Los Angeles 1984: argento nel trampolino 3 m;
Seul 1988: bronzo nel trampolino 3 m;
- Giochi panamericani

Caracas 1983: oro nel trampolino 3 m;
Indianapolis 1983: oro nel trampolino 3 m;